# Железнодорожный транспорт в Казахстане
Казахстан обладает разветвлённой сетью железных дорог. Протяженность эксплуатационной длины составляет 16 тысяч километров (2022 г.). Развёрнутая длина главных путей — 21 тысяча километров. Значение железнодорожного транспорта в Казахстане очень велико. Более 68 % всего грузооборота и свыше 57 % пассажирооборота страны приходится на долю железных дорог. В железнодорожной отрасли на 2023 год занято более 110 тысяч человек. Основным оператором железных дорог в стране является национальная компания «Қазақстан темір жолы».  

## История

### Дореволюционный период
Впервые железная дорога прошла по территории современного Казахстана в 1893—1894 годах. Это была узкоколейная (1000 мм) железнодорожная линия Покровская Слобода — Уральск протяженностью 369 км, из которых 113 км пролегли в Казахстане. Кроме того, 190 км Транссиба также прошли по территории Казахстана в районе города Петропавловск.
Годом основания железнодорожного транспорта в Казахстане считается 1904 год, когда началось строительство Оренбург-Ташкентской железной дороги протяженностью 1668 км. Эта магистраль была введена в эксплуатацию в 1905—1906 годах, соединив европейскую Россию со Средней Азией. Вдоль железнодорожной линии выросли города и промышленные центры: Актюбинск, Новоказалинск, Туркестан, Кызыл-Орда, Аральск и другие.
В 1914—1924 годах сооружена Семиреченская дорога Арысь-Пишпек — часть будущего Турксиба, в 1915 году — магистраль Челябинск — Троицк — Кустанай. По казахстанской земле пролегли 122 км построенной в 1915—1917 годах Алтайской железной дороги (Новосибирск-Семипалатинск). Кроме этого, на северо-востоке Казахстана до 1918 г. функционировала 117-километровая Воскресенская дорога нормальной ширины Экибастуз-Воскресенская пристань (Ермак, ныне Аксу), а в центральном Казахстане 40-километровая узкоколейная дорога Караганда — Спасский завод и 120 километровая Байконурские угольные копи — Карсакпай.

### Советский период
Общая протяженность железных дорог на территории советского Казахстана к 1918 году достигла 2 575 км.
Первой железнодорожной стройкой в советский период стал построенный в 1920—1922 годах участок Петропавловск-Кокчетав. Который затем в 1926—1931 годах был продолжен через станции Курорт-Боровое и Акмолинск до Караганды, его общая длина превысила 700 км. В 1924 году была создана железнодорожная линия Кулунда — Павлодар. Для развития нефтепромыслов Эмбы в 1926 году была построена узкоколейная дорога Гурьев — Доссор.
Эпохальным событием стало продолжавшееся в 1927—1930 годах строительство Туркестано-Сибирской магистрали протяженностью 1444 км. Она связала Казахстан с Сибирью и способствовала экономическому развития республики и освоению многих пустынных земель.
В 1930-е годы были также построены участки: Караганда —Балхаш (490 км) (центральный Казахстан), Чимкент — Ленгер (юг Казахстана), Локоть — Защита (235 км) (казахстанский Алтай), затем продолженная до Лениногорска и Зыряновска.
В 1936—1939 годы проложен участок, посредством которого Казахстан стал связан с Центральной Россией, — Уральск — Илецк с выходом на Саратов. 
В 1939 году был введён участок Джезказган — Жарык.
В годы Великой Отечественной войны продолжалось строительство стратегически важных железнодорожных магистралей, таких как: магистраль Гурьев — Кандагач-Орск (1936—1944), связавшая нефтепромыслы Эмбы с Уралом и улучшившая сообщение между близлежащими регионами России; линия Акмолинск — Карталы (1939—1943), обеспечившая, в частности, эффективную доставку угля Караганды на Южный Урал; участки Коксу — Текели — Талдыкорган и Атасу — Каражал. Протяженность казахстанских стальных магистралей достигла 10 тысяч км. В годы войны на железных дорогах Казахстана были созданы производственные базы по ремонту подвижного состава и путевого хозяйства.

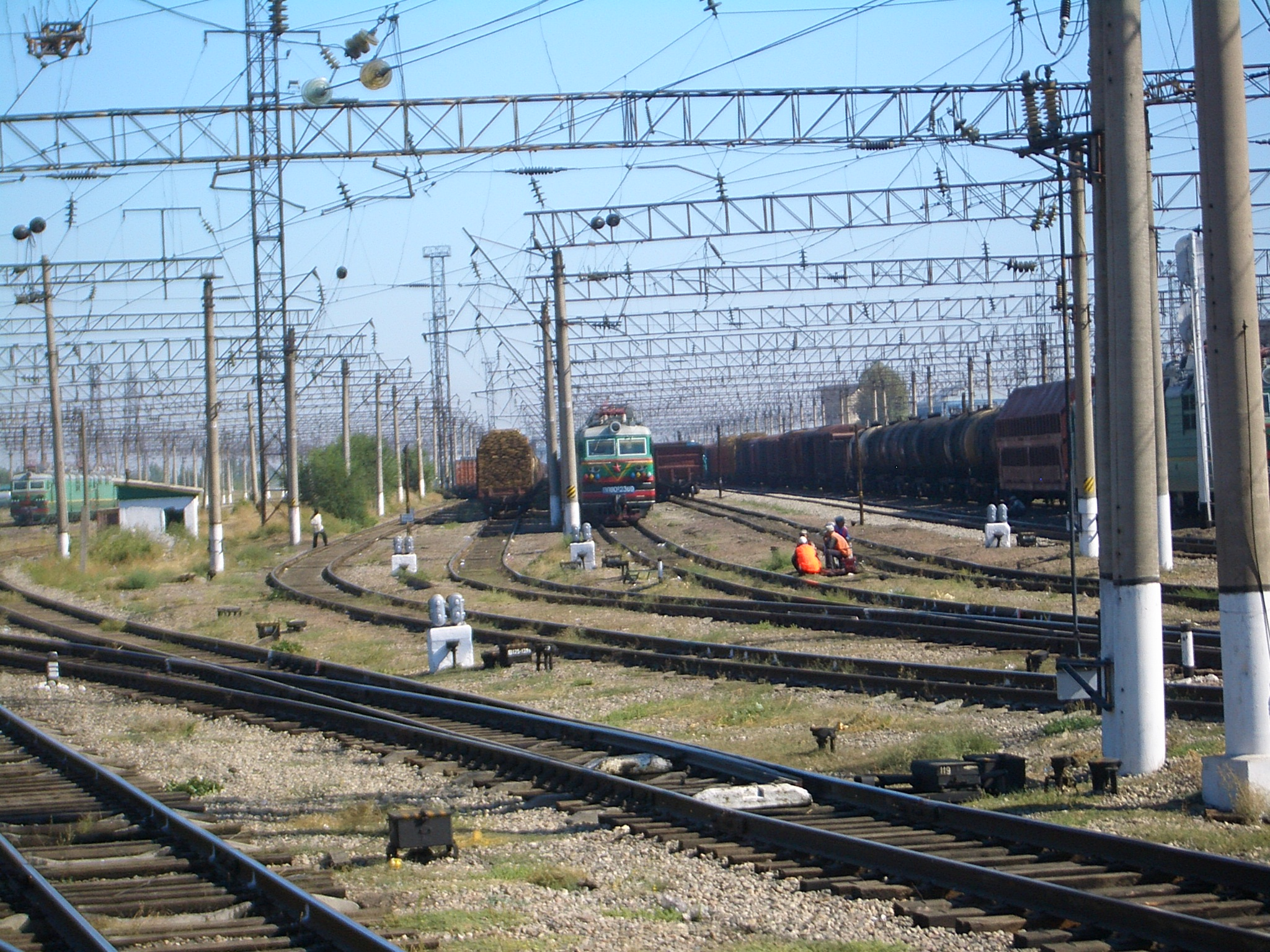
Трансказахстанская магистраль соединяется с Турксибом у станции Шу.

К 1950 году был построен участок Моинты-Чу (440 км). Таким образом. Транссибирская магистраль соединилась с Туркестано-Сибирской и образовалась первая меридианная линия, прошедшая через всю территорию республики — Трансказахстанская железнодорожная магистраль (Петропавловск — Кокчетав — Акмолинск — Караганда — Чу).
В 1950-х годах происходило интенсивное строительство железных дорог в северных и центральных регионах Казахстана. В 1955—1961 годах создана линия Есиль — Аркалык (224 км), к 1959 году — Кустанай — Тобол, к 1960 году — Тобол — Джетыгара. За 1950-е годы плотность железнодорожной сети Казахстана увеличилась вдвое. Таким образом, в первой половине XX века сеть железных дорог Казахстана сложилась в современном виде. В 1953 году открылся участок Акмолинск — Павлодар.  
В 1960-х годах проложены участки Макат — Мангышлак и Мангышлак — Узень, (общая длина почти 900 км), а также участок Ерментау — Айсары. 
В 1965 году для доступа на Карагайлинское месторождение был открыт участок Караганда — Карагайлы.
В 1964 году был электрифицирован первый в Казахстане участок пути (Целиноград — Караганда). С этого началась активная электрификация казахстанских железных дорог.
В Степногорске была запущена городская электричка.
В 1970-х годах был введён участок Костанай — Кокшетау.

### Постсоветский период
После обретением Казахстаном независимости страна начала налаживать международное сотрудничество. Так, в 1991 году был открыт первый казахстано-китайский железнодорожный переход на станции Достык. 
В 2000-х годах в Казахстане велись работы по улучшению железнодорожной связности страны, так как после распада СССР, часть путей пролегала на территории других государств, в частности через Россию. В итоге было построено несколько линий. Первая, 184 километровая линия, открылась Аксу — Конечная (Дегелен) в июне 2001 года. В октябре 2003 года ввели Хромтау — Алтынсарино длинной 402,5 км, соединивший север Казахстана с его западом, было построено 13 станций и разъездов, 11 мостов, 151 водопропускных труб (ранее поездам приходилось идти через российские станции Карталы и Орск, дважды пересекая границу). Третий, 153 километровый, участок был запущен 9 октября 2008 года, он соединил Усть-Каменогорск со станцией Шар, что избавило от необходимости дважды пересекать российскую границу, было построено 13 мостов, 4 путепровода, 5 скотопрогонов и уложили свыше 95 водопропускных труб. Также имелись планы построить прямой путь Актобе — Уральск, чтобы исключить двойное пересечение международной границы в Оренбургской области.
В 2008 году на базе ТОО «Таман» был образован «Казахстанская вагоностроительная компания» (КВК), которая начала производить в Экибастузе вагоны для нужд республики.
Рассматривался вопрос постройки скоростной линии по маршруту Астана — Актобе.
Помимо этого реализовывались крупные проекты в других регионах Казахстана. Так, 12 мая 2013 года была открыта железная дорога из Казахстана в Туркменистан, которая в 2014 году соединилась с Ираном. Международный переход проходит между станциями Болашак (Казахстан) и Серхетяка (Туркменистан).
3 июля 2012 года в стране началось строительство сразу двух новых магистралей внутригосударственного сообщения: Аркалык — Шубарколь (214 км) и Жезказган — Саксаульская (517 км) — Шалкар — Бейнеу (496 км). Реализация этого проекта в 2015 году значительно сократила расстояние от Астаны и Жезказгана до юго-западных регионов Казахстана. 
В 2017 году на 113 километровом участке Алматы — Шу были построены вторые пути.
В 2023 году началось строительство участка Бахты — Аягоз в 272 км. Данный участок ведёт к казахстанско-китайской границе, что сделает его третьим железнодорожным переходом между двумя странами.

## Высокоскоростное движение
В феврале 2011 года в Пекине состоялось подписание меморандума о сотрудничестве в области строительства высокоскоростной железнодорожной магистрали Астана — Алматы между КТЖ и Министерством железных дорог КНР. Предполагаемая скорость поезда — 350 км/ч. В настоящее время[когда?] ведутся работы над разработкой ТЭО, которое будет завершено до конца 2011 года.

## Международные транспортные коридоры
- Первый соединил КПП Хоргос со станцией Жетыген. Данный участок, протяженностью 298,4 километра, стал вторым международным пограничным переходом с Китаем. При этом расстояние от Китая до южных регионов Казахстана и стран Центральной Азии сократилось порядком на 500 км. Введен в эксплуатацию 9 декабря 2011 года.
- Второй соединил Узень и государственную границу с Туркменистаном. Данный участок протяженностью 146 километра. На всей протяженности построены две станции Бопай и Болашак, а также пять разъездов: Бастау, Акбобек, Тайгыр, Курмаш и Бесторкуль. Ввод в эксплуатацию состоялся в конце 2012 года.

## История структуры казахстанской железной дороги

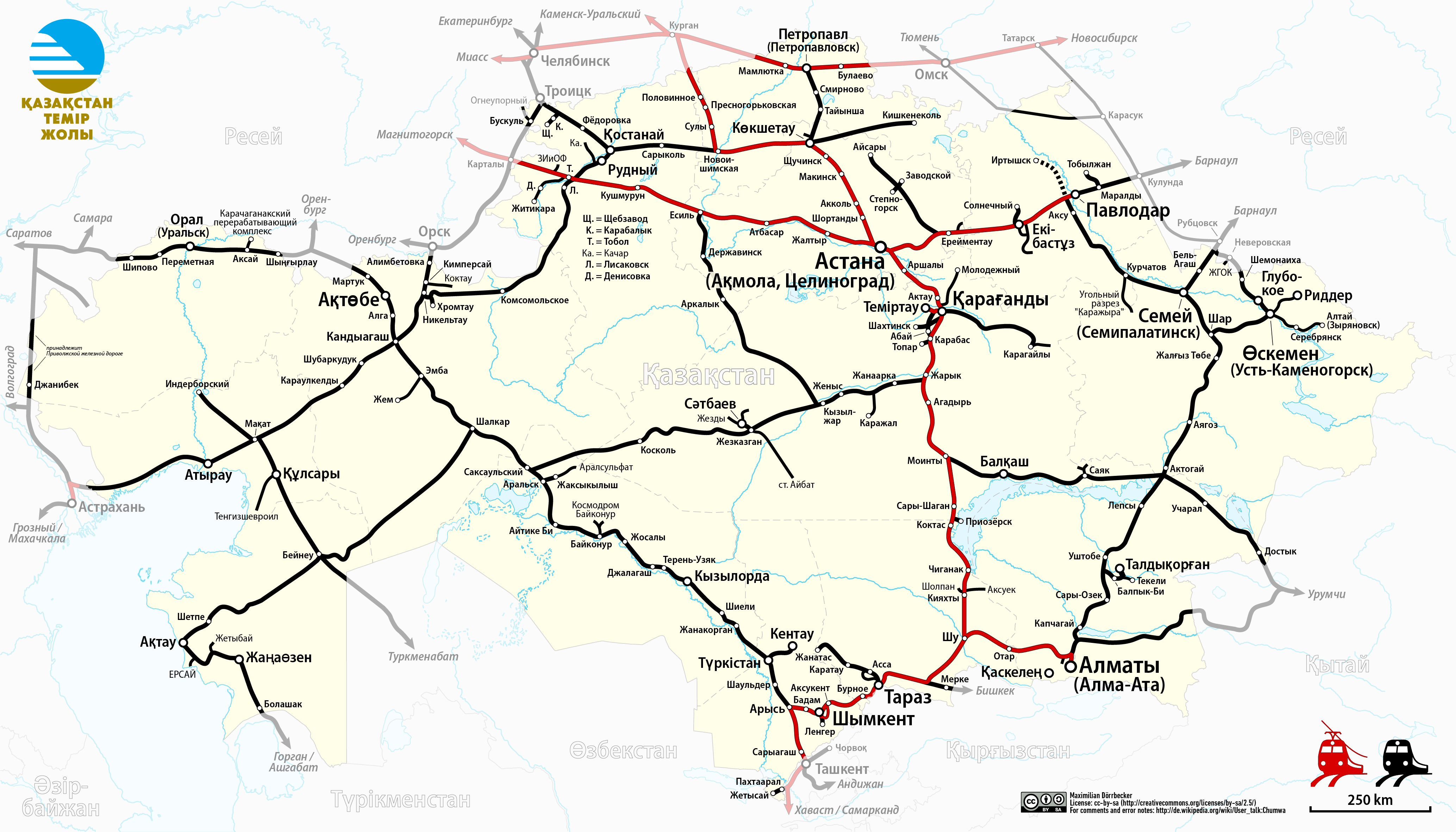
Железные дороги Казахстана по состоянию на январь 2016 года

19 октября 1940 года Постановлением Совета Народных Комиссаров Союза ССР и Центрального Комитета ВКП(б) была организована Карагандинская железная дорога, положившая начало процессу целенаправленного структурирования казахской железной дороги.
1 июля 1958 года образована самая крупная в СССР Казахская железная дорога. Имея протяженность свыше 11 тысяч км, она состояла из 15 отделений и объединяла все магистрали, соединяющие Казахстан с Сибирью, Уралом, Поволжьем, Кыргызстаном и Средней Азией.
В апреле 1977 года на базе Казахской железной дороги были образованы три дороги: Целинная железная дорога, Алма-Атинская железная дорога и Западно-Казахстанская железная дорога.
После распада СССР три казахстанские железные дороги были объединены в республиканское государственное предприятие «Қазақстан темір жолы» (букв. Казахстанская железная дорога).
Согласно постановлению Правительства от 15 марта 2002 года № 310 "О создании закрытого акционерного общества "Национальная компания «Қазақстан темір жолы» на базе республиканского государственного предприятия создано закрытое акционерное общество.
При этом один участок железной дороги на территории Казахстана (Петропавловск, Северо-Казахстанская область, участок Транссиба протяжённостью около 250 км.) управляется российской Южно-Уральской железной дорогой, а два участка железных дорог на территории России (Илецк на российской территория возле западной границы с Казахстаном и Локоть, Алтайский край, общей протяжённостью 450 км) управляются Казахстанской железной дорогой.

## Рекорды
20 февраля 1986 года в Казахской ССР был поставлен мировой рекорд: по Целинной железной дороге проведён состав в 440 вагонов общим весом 43,4 тысячи тонн и длиной 6,5 км.